# Sun Red Sun
Run Red Sun je hudební skupina, která byla vytvořena Rayem Gillenem a Bobbym Rondinellim, bývalými členy Black Sabbath, a Mikem Starrem, bývalým členem Alice in Chains. Tento projekt skončil v roce 1993 Gillenovou smrtí.

## Členové
- Ray Gillen – zpěv
- Al B. Romano – kytara
- Mike Starr – baskytara
- Bobby Rondinelli – bicí

## Diskografie
- Sun Red Sun (1995)
- Lost Tracks (1999)
- Sunset (2000)